# Bohuslav Ebermann
Bohuslav Ebermann (* 19. September 1948 in Vočov, Tschechoslowakei) ist ein ehemaliger tschechischer Eishockeyspieler und -trainer. 

## Karriere
Ebermann konnte sowohl auf dem rechten als auch auf dem linken Flügel spielen und bildete meist mit Ivan Hlinka und Josef Augusta eine Angriffsformation. Er gewann mit der tschechoslowakischen Nationalmannschaft Silber bei den Olympischen Winterspielen 1976 in Innsbruck. In seiner Karriere nahm er an 427 Spielen in der höchsten Spielklasse der Tschechoslowakei teil, wobei er 211 Tore schoss. Er war mit seinem Team 1969 und 1970 tschechoslowakischer Meister und nahm zwischen 1974 und 1981 an sechs Weltmeisterschaften teil. In den 1990er Jahren war Ebermann sowohl in Frankreich als auch Deutschland als Eishockeytrainer aktiv. Er war 1999/2000 Trainer bei den Bayreuth Tigers.